# Canis lupus hodophilax
El lobo japonés (Canis lupus hodophilax) es una de las dos subespecies extintas de lobo gris en Japón, siendo la otra el lobo de Hokkaido. La subespecie descrita bajo el nombre lobo japonés por lo general es el lobo de Honshu, que ocupó las islas de Honshu, Shikoku, y Kyushu en Japón. Se piensa que pudo haberse extinguido debido a una combinación de rabia, que primero fue relatada en Kyushu y Shikoku en 1732, y el exterminio por la mano del hombre. El último espécimen conocido murió en 1905, en la Prefectura de Nara.
La evidencia filogenética indica que el lobo japonés era el último sobreviviente del linaje del lobo del Pleistoceno (en contraste con el lobo de Hokkaido que pertenecía al linaje del lobo gris moderno), y pudo haber sido el más cercano pariente silvestre del perro doméstico. Varias razas de perros originarias de Japón también poseen ADN de este lobo como resultado de la hibridación.
A pesar de haber sido reverenciado desde antiguo en Japón, la introducción de la rabia y el moquillo a las islas llevó a que se diezmara la población, y las políticas establecidas durante la Restauración Meiji llevaron a la persecución y la eventual exterminación total de la subespecie a inicios del siglo XX. Aunque se hicieron reportes bien documentados sobre cánidos similares durante los siglos XX y XXI, que se ha sugerido era lobos sobrevivientes, persisten las dudas sobre su identidad debido a factores ambientales y de comportamiento.

## Etimología
El nombre binomial C. hodopylax se deriva del término griego hodos (senda) y phylax (guardián), en referencia a los Okuri-inu del folclor japonés, que retrataban a los lobos o comadrejas como los protectores de los viajeros.
Han existido varias otras formas de referirse al lobo japonés, y el nombre ōkami (lobo) se deriva del japonés antiguo öpö-kamï, que puede significar "gran espíritu" ya que los animales salvajes eran asociados con el espíritu de las montañas Yama-no-kami en la religión sintoísta, o bien ser "perro grande", o "mordida grande" (ōkami u ōkame), y "boca grande"; Ōkuchi-no-Makami (en japonés) era un apodo antiguo y deificado para los lobos japoneses por el cual era adorado y temido, significando "un dios real con boca grande" con base en varias teorías; se referiría a la boca del lobo asociada a varias leyendas y el folclor como el del  personaje guiado por un lobo Yamato Takeru y que fue titulado así por el príncipe, o por una región en Asuka llamada Ōkuchi-no-Makami-no-Hara en la cual vivió Asuka no Kinunui no Konoha (en japonés) y en la que se cuenta que varias personas fueron muertas por un viejo lobo residente allí.

## Taxonomía y origen

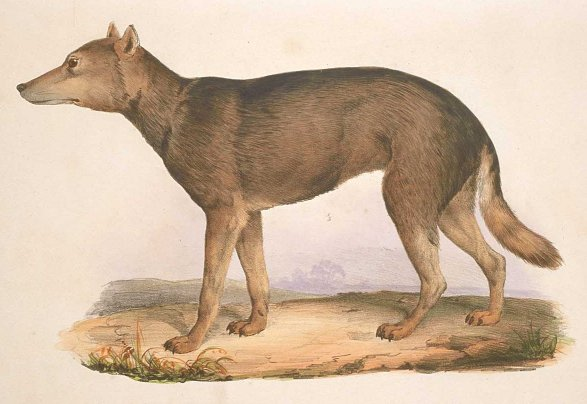
Representación del animal por Coenraad Jacob Temminck. Este podría ser en realidad un yamainu (perro de montaña), ya que el espécimen montado en el cual se basó fue catalogado como tal por Siebold, quien había encontrado tanto perros de montaña como lobos.

### Nomenclatura: "ōkami" y "yamainu"
Antes de que el zoólogo holandés Coenraad Jacob Temminck lo clasificara, se había reconocido desde mucho antes que en la isla de Honshu habitaban dos cánidos distintos; el ōkami (lobo) y el yamainu ("perro de montaña", probablemente un tipo de perro feral), los cuales fueron descritos en conjunto por el herbolario Ono Ranzan en su obra Honzō kōmoku keimō (“Compendio dictado de materia médica”) en 1803. Él describió al ōkami como un animal comestible pero rapaz de coloración pardo-grisácea con una cola larga de color cenizo y punta blanca, dedos con membranas y ojos triangulares que podrían ocasionalmente amenazar a a la gente si tenían hambreo o rabia. En contraste, el yamainu fue descrito como un animal similar, pero con un pelaje amarillento moteado, dedos sin membrana y carne no comestible.
Los trabajos de Ranzan fueron estudiados por el botánico alemán Philipp Franz von Siebold durante su investigación en Dejima. Él adquirió a una hembra de perro de montaña y a un lobo en 1826, describiéndolos a ambos en sus notas como animales diferentes, y preparando dos bocetos ilustrando sus diferencias. La piel de perro de montaña fue posteriormente enviada al Rijksmuseum van Natuurlijke Historie (hoy integrado en el Centro de Biodiversidad Naturalis) en los Países Bajos y puesta en exhibición. Este espécimen, junto con las notas de Siebold, fueron usadas por Temminck como referencias para su clasificación científica del animal en Fauna Japonica (1839). Temminck, sin embargo, malinterpretó las notas de Siebold en que se distinguía al lobo y al perro de montaña y los trató a ambos como sinónimos. En 1842, él escribió una descripción mucho más larga pero aún confundiendo los dos nombres, y produciendo un boceto de un "lobo" con base en las notas de Siebold sobre el espécimen de perro de montaña.

### Descripción y hallazgos genéticos

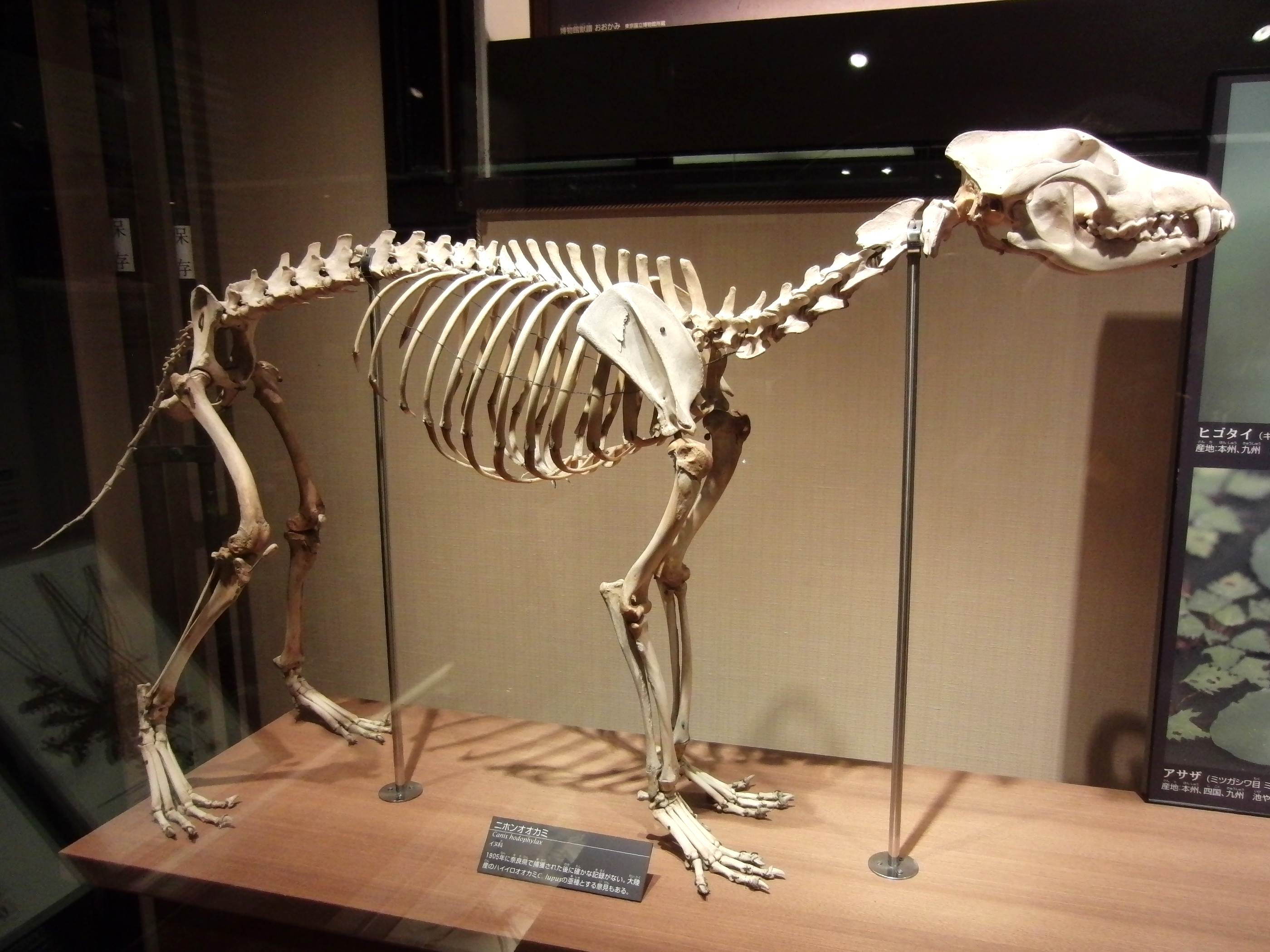
Esqueleto montado, Museo Nacional de Ciencia de Japón

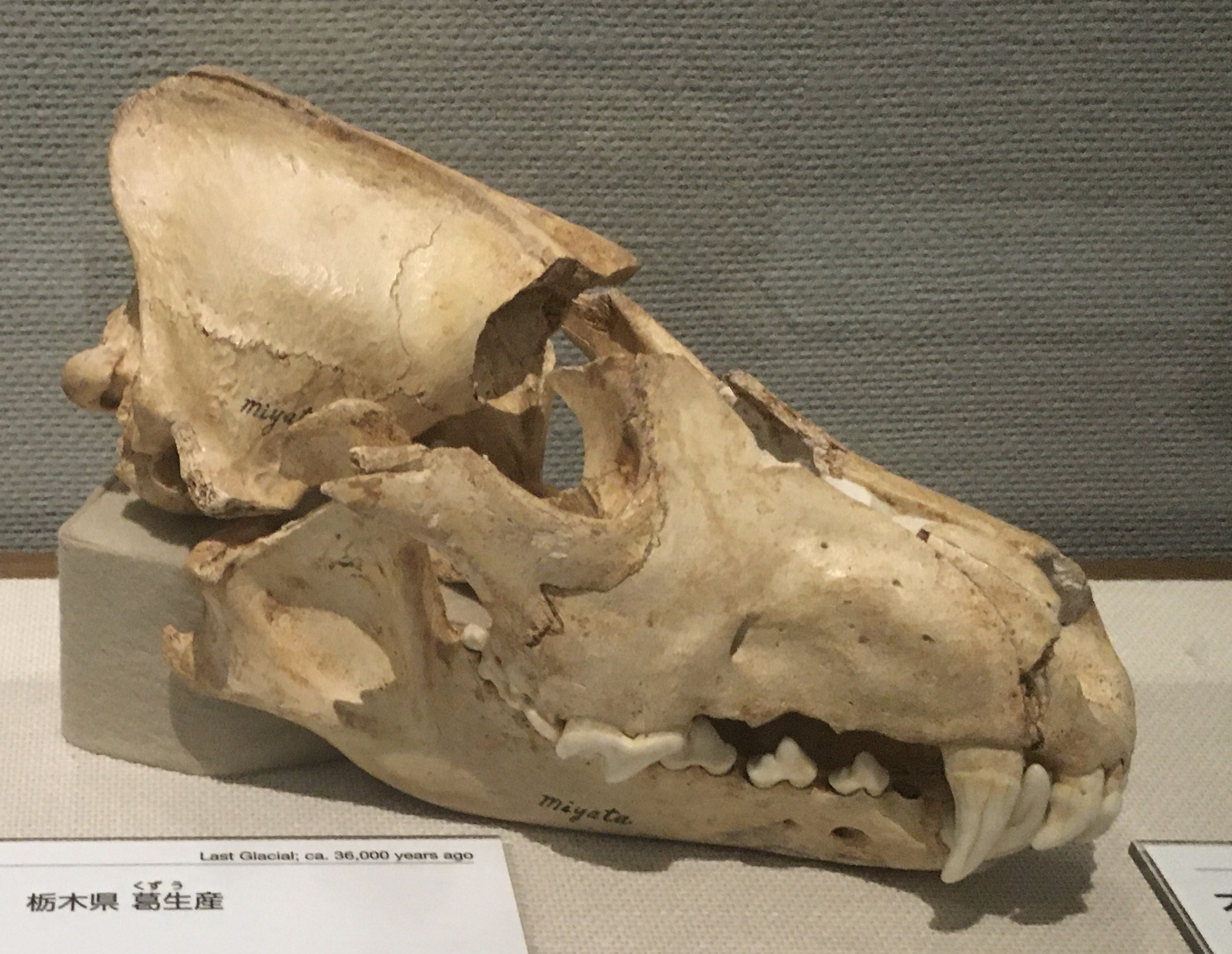
Cráneo fosilizado hallado en la cantera Aisawa de Miyata Lime Industry, datado en 33,000–36,000 años de antigüedad. La parte izquierda de la mandíbula mide 17.9 cm de longitud.

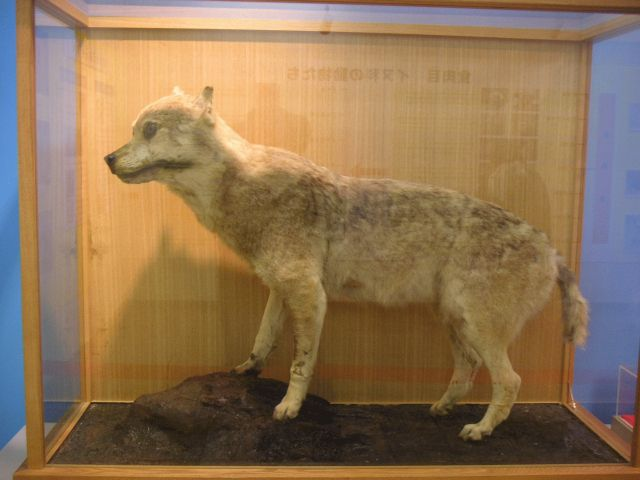
Espécimen disecado del Zoológico de Ueno

El lobo japonés, o lobo de Honshu, (Canis lupus hodophilax Temminck, 1893) es reconocido como una subespecie del lobo gris (Canis lupus). Los restos del esqueleto del lobo japonés se han encontrado en yacimientos arqueológicos, tales como los montículos de conchas de Torihama, que datan del periodo Jōmon (10,000 a 250 a. C.)
El lobo japonés era relativamente pequeño pero no de los menores entre las subespecies de lobos. La longitud craneana del lobo árabe adulto (Canis lupus arabs) tiene un promedio de 200.8 mm, lo cual es más pequeño que en muchos lobos. Los especímenes del lobo japonés miden entre 193.1 mm a 235.9 mm y es incierto si todos estos eran de individuos adultos. En la mandíbula, el primer (molar) es relativamente más grande que en cualquier otro cánido conocido. Un examen publicado en 1991 encontró que la longitud cóndilo-basal de un espécimen (una medida de longitud craneana) era de 205.2mm, y la longitud alveolar del P4 (el cuarto premolar maxilar o diente carnasial) era de 20.0mm (izquierda) y 21.0mm (derecha). En 2009, un estudio osteológico declaró que el cráneo del lobo japonés medía entre 206.4 mm a 226.0 mm en longitud total, y que las características morfológicas por sí solas no eran suficientes para distinguir al lobo japonés de los perros domésticos grandes, tales como la raza Akita. Restos de caninos salvajes que datan de finales del periodo Edo (1603 a 1868), conocidos como Yama-Inu, han sido confundidos ocasionalmente con el lobo japonés debido a las similitudes osteológicas entre ambos.
El lobo japonés habitaba las islas de Kyushu, Shikoku y Honshu pero no la isla de Hokkaido. Esto indica que su ancestro puede haber migrado desde el continente asiático a través de la península de Corea hacia Japón. El árbol filogenético generado de sus secuencias de ADN mitocondrial revelaron que había una gran separación entre la rama que conduce al lobo japonés y las otras poblaciones del lobo gris y que pertenece al antiguo haplogrupo 2 de ADN mitocondrial (hoy en día representado por el lobo italiano y en poblaciones dispersas de otros lobos a lo largo de Eurasia), mientras que el lobo de Hokkaido pertenece al haplogrupo 1 y esto sugiere que el lobo japonés fue el primero en arribar al archipiélago japonés, mientras que el lobo de Hokkaido abría llegado más recientemente desde el norte. Se estimó que este lobo habría llegado a Japón durante el Pleistoceno tardío, entre hace 125,000–25,000 años; sin embargo un estudio de 2016 que se enfocó en los niveles del mar antiguos del estrecho de Corea calibrando con la medición temporal de las secuencias del lobo japonés indicó que habría llegado a las islas del sur hace menos de 20,000 antes del presente.
Véase también: Evolución del lobo – Norteamérica y Japón
Un examen realizado a las secuencias de 113 especímenes antiguos de Canis de China y Rusia no produjo ninguna similitud, lo cual indica que ninguno de estos especímenes eran los ancestros del lobo japonés.
Análisis del ADN mitocondrial de 1576 perros de diferentes partes del mundo revelaron que un ejemplar de raza Kishu y un husky siberiano poseían el mismo haplotipo que el lobo japonés, indicando un evento de cruza en el pasado. Un análisis más refinado del AND mitocondrial del lobo japonés mostró que podría ser dividido adicionalmente en dos grupos separados, y que las secuencias de un Kishu, un husky siberiano y un Shiba Inu podrían ser divididas también en esos dos grupos. Estos perros corresponden al clado F del árbol filogenético de ADN mitocondrial de los perros a nivel mundial, y este clado F es el haplogrupo de perros que se originaron de una rara mezcla de perros machos y más de una hembra ancestras de los lobos japoneses, lo cual habría contribuido al acervo genético de los perros.
En 2021, se publicó un estudio genómico que determinó que el lobo japonés era el último miembro superviviente del linaje del lobo del Pleistoceno, que por lo demás se habría extinto al final del Pleistoceno tardío (hace 11,700 años). Este estudio encontró que este linaje ocupaba su propia rama dentro del árbol familiar del lobo gris, mientras que las poblaciones modernas de lobos grises y muchos de los perros domésticos (aparte de los perros nativos americanos y algunas razas de Asia) estarían más cercanamente relacionados entre sí que con los lobos del Pleistoceno. En contraste, un estudio posterior de ese año determinó que el lobo japonés era el pariente salvaje más cercano de los perros domésticos en general. Los lobos japoneses serían entonces parientes cercanos en particular de las razas de perros del oriente de Eurasia, y ambos linajes divergirían solo después de que su linaje ancestral se separara del de las razas de perros del occidente euroasiático; no obstante, muchas razas de perros occidentales también heredaron el linaje del lobo japonés debido a su hibridación posterior con las razas orientales. Dicho estudio encontró que el dingo y el perro cantor de Nueva Guinea serían los más cercanos genéticamente al lobo japonés, compartiendo casi un 5.5% de introgresión genética. No obstante, dicho estudio no ha sido aún revisado por pares.
La hibridación entre perros domésticos y asilvestrados habría sido muy común en Japón, y distinguir al lobo original wolf ya era algo difícil para la clasificación científica e identificación de especies modernas que comenzaron recién durante la Restauración Meiji en la cual las autoridades tenían problemas determinando cuáles eran los daños provocados por los lobos y los perros. Además los cruces intencionados entre los lobos salvajes y las hembras de perros domésticos, siendo atados afuera para crear razas más fuertes era muy común, y se reconocía comúnmente por parte del público varios "tipos" de "lobos" incluyendo potenciales híbridos F1. Estos aspectos llevaron a los investigadores japoneses a indicar que la hibridación era severa en amplios rangos del archipiélago incluyendo Hokkaido, y pueden haber alterado los estudios genéticos y morfológicos que buscan determinar cuáles  eran los verdaderos C. hodophilax y C. hattai.
El análisis genético del espécimen de yamainu de Siebold usando ADN mitocondrial matrilineal encontró que encajaba genéticamente con el lobo japonés; sin embargo, su cráneo muestra diferencias anatómicas significativas con otros lobos japoneses. Debido a esto, se ha teorizado que el yamainu puede en cambio representar a híbridos de lobos y perros producidos entre la variedad japonesa y los perros ferales, y el espécimen de Siebold era probablemente la cría de una loba y un perro feral.

## Rango

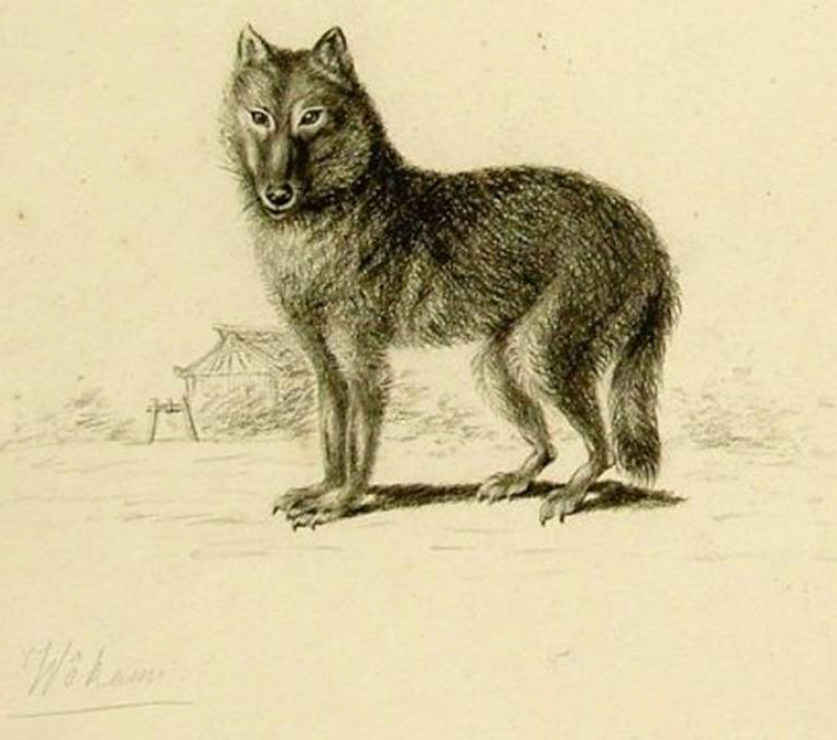
Boceto de Carl Hubert de Villeneuve del espécimen cautivo de Siebold, probablemente la única representación europea que genuinamente representa al lobo japonés identificándolo explícitamente en lugar de un "perro de montaña"

La distribución del lobo japonés abarcaba las islas de Kyushu, Shikoku y Honshu pero no la isla de Hokkaido. Los restos de un lobo de hace 28,000 años hallado en la zona del río Yana en la costa norte de la Siberia ártica encaja con el haplotipo de ADN mitocondrial del lobo japonés, lo cual indica que compartían un ancestro común y una distribución geográfica más amplia.

## Características físicas

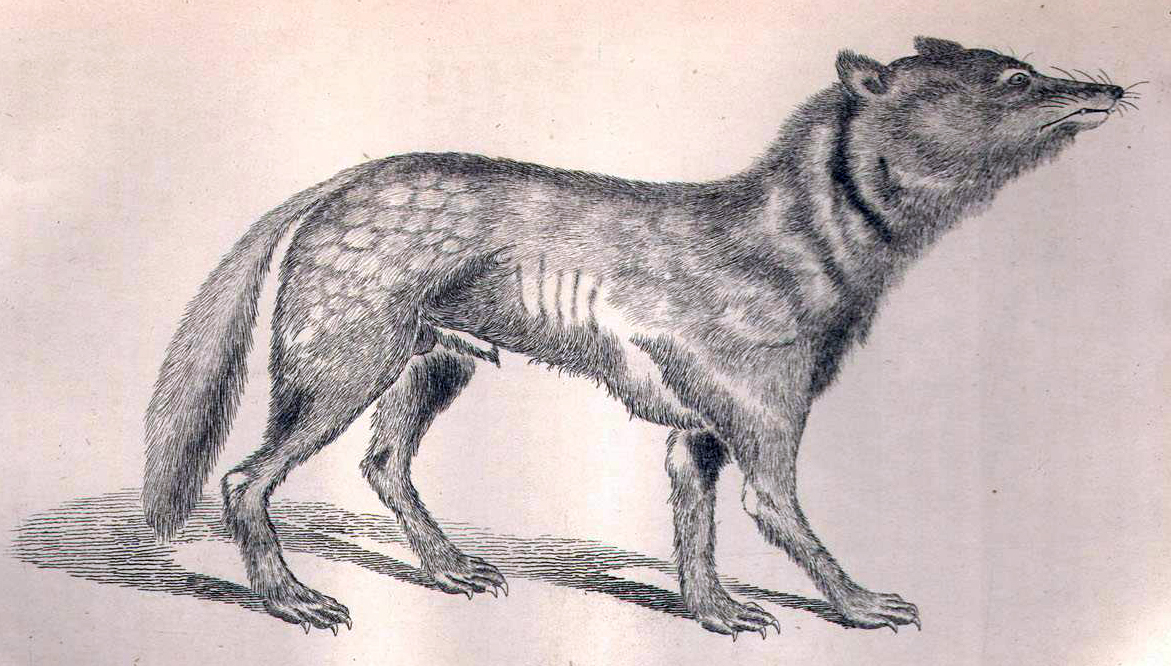
Ilustración de 1881 etiquetada como "Canis hodophylax o lobo japonés", que posiblemente puede ser un yamainu (perro de montaña) en lugar de un lobo

Canis lupus hodophilax fue descrito por Coenraad Jacob Temminck en 1839 como un animal menor que Canis lupus lupus (Linnaeus 1758) y de patas más cortas, con un pelaje corto y suave. El lobo japonés era de tamaño más reducido que el lobo de Hokkaido y varios otros lobos de zonas continentales de Asia y Norteamérica. Medía unos 56–58 centímetros hasta la cruz.
Se conocen cuatro especímenes taxidermizados que se cree son de Canis lupus hodophilax, los cuales se localizan en el Museo Nacional de la Naturaleza y la Ciencia en Japón; la Universidad de Tokio, Japón; en la Universidad Wakayama de Japón; la Colección Siebold y el Museo Nacional de Historia Natural en Leiden, en los Países Bajos.

### Supuestas descripciones

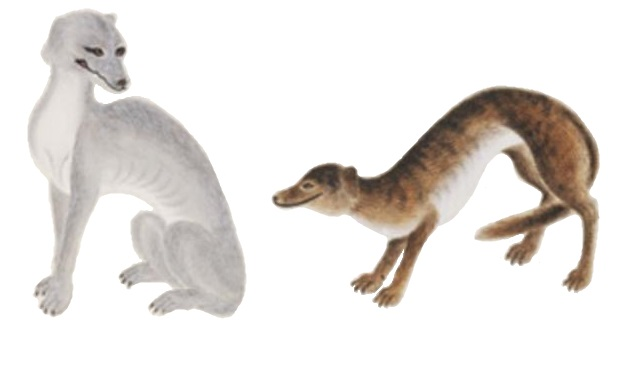
Ilustración del okami y el yamainu por Kawahara Keiga

Como se mencionó antes, las descripciones del "ōkami" y los "yamainu" de Ono Ranzan no se corresponden, y se señaló que había varios "tipos" diferentes de lobos o cánidos lobunos en las islas japonesas en la literatura y diferentes reportes, lo que indica que estos podrían o no ser realmente híbridos de perros y lobos.
Por ejemplo, hay menciones de un tipo "grande y negro", y estaban aquellos referidos como ohokami u ōkame que eran apodos y potenciales sinónimos del ōkami; el primero se caracterizaba por "tener membranas en las patas y nadar" y por "dejar huellas con cinco garras", mientras que el último era "delgado y de pelo largo" y podría ser uno de los animales mantenidos por Siebold aunque existe la posibilidad de que se tratara de otro cánido mal identificado como un dhole, un perro o un híbrido.
Algunos investigadores piensan que el yamainu podría corresponder a uno o más tipos de diferentes cánidos nativos sin reconocer. Uno pequeño y de patas cortas, pero más primitivo y con apariencia vagamente similar a un mustélido, y podría ser el representado artísticamente como el yamainu mantenido por Siebold que realizó Kawahara Keiga, que se muestra con rayas, y también el espécimen preservado en el jinja de Ube, que se afirmó era un C. hodophilax capturado en Wakayama en 1949, más de cuatro décadas después del último registro confirmado. El otro sería un cánido grande que también habitó en Hokkaido pero antecediendo al lobo de Hokkaido, y que fue descrito que "tiene patrones de pelaje y garras diferentes, vocalizaciones distintas y patrones de comportamiento como saltar y bailar al estar agitado, medidas desproporcionadas en comparación con los lobos europeos con patas notablemente más cortas y una cabeza más grande aunque con una longitud del tronco similar al lobo de Hokkaido mientras que el hocico del lobo de Honshu era más corto que en el caso del lobo de Hokkaido".

## Historia

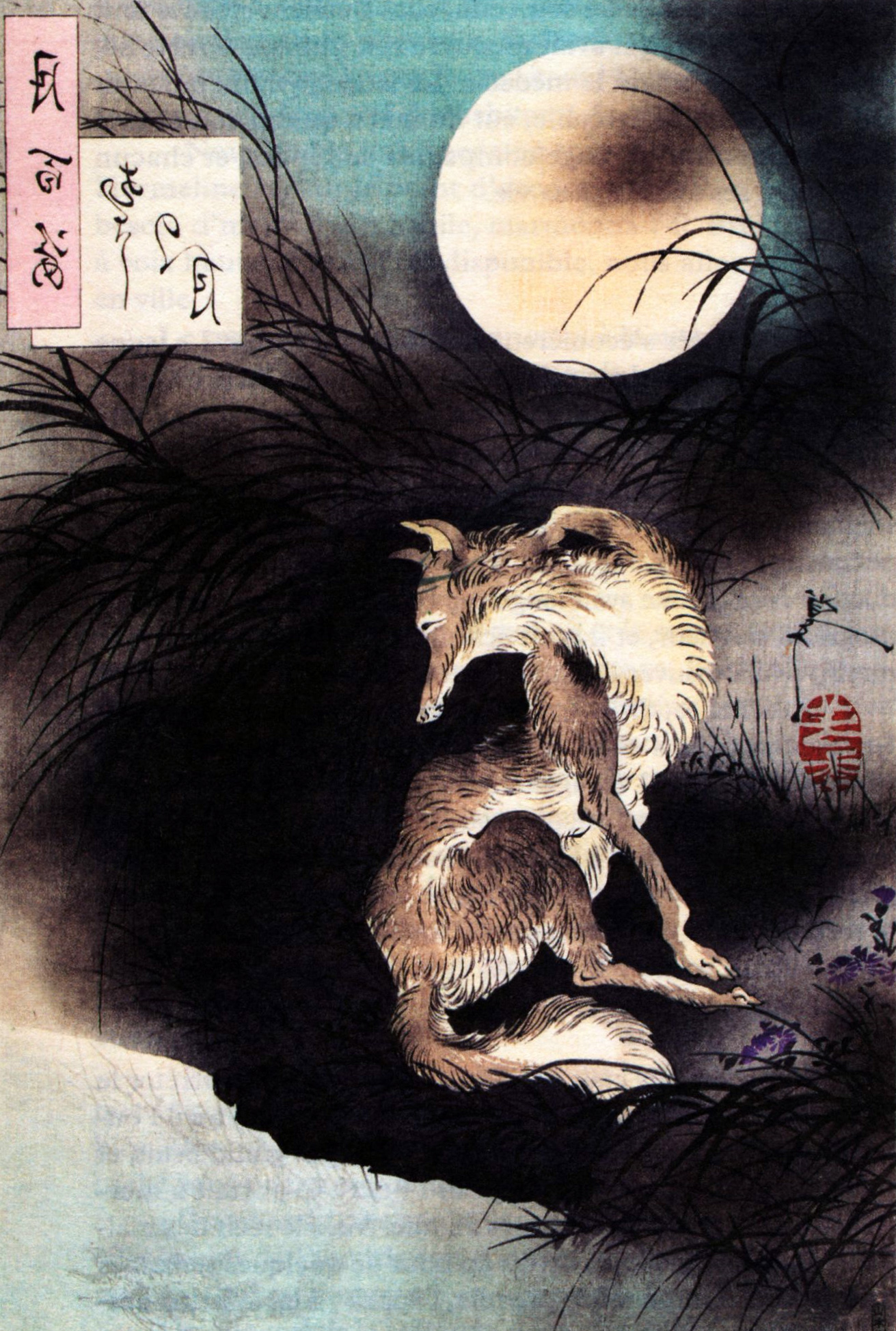
Luna llena en Mushasi por Yoshitoshi, 1890

Se considera que el lobo japonés está extinto ya que el último ejemplar fue capturado y muerto en Washikaguchi en la aldea Higashiyoshino en la prefectura de Nara en Honshu, el 23 de enero de 1905. Supuestos avistamientos de "bestias de patas cortas parecidas a perros", que se ha propuesto que son lobos japoneses, se han realizado desde la época de su extinción hasta el último avistamiento en 1997, pero ninguno de estos ha sido verificado. Un reporte de 2000 fue desestimado como un engaño. Algunos zoólogos japoneses creen que estos reportes "derivan meramente de la identificación errónea de perros ferales".
El primer registro histórico del lobo japonés data del año 713 d. C., en la obra Kofudoki itsubun (Escritos perdidos sobre costumbres antiguas). A partir del año 967 d. C., los registros históricos indicaban la preferencia de los lobos por cazar caballos, ya fueran ejemplares asilvestrados o aquellos en las pasturas, establos y aldeas. En 1701, un señor feudal estableció la primera recompensa por los lobos y para 1742 los primeros cazadores profesionales de lobos estaban usando armas de fuego y venenos. En 1736, la rabia apareció entre los perros en la zona oriental de Japón, indicando que habría ingresado desde China o Corea, para luego dispersarse a lo largo de la nación. Poco después se extendió entre la población de lobos, volviendo a estos de simples depredadores de caballos a devoradores de humanos, lo que a su vez llevó a cacerías sistemáticas de lobos. La matanza de lobos se volvió una política nacional bajo la Restauración Meiji, y dentro de una generación el lobo japonés ya estaba extinto.
Algunas hipótesis sobre la extinción del lobo de Honshu acentúan el cambio de las percepciones locales del animal: la presión inducida por la rabia y por la deforestación del hábitat del lobo lo forzó a entrar en contacto con la gente, y esto les condujo a entrar en conflicto con el hombre, especialmente a ser blanco de los agricultores.

## Cultura

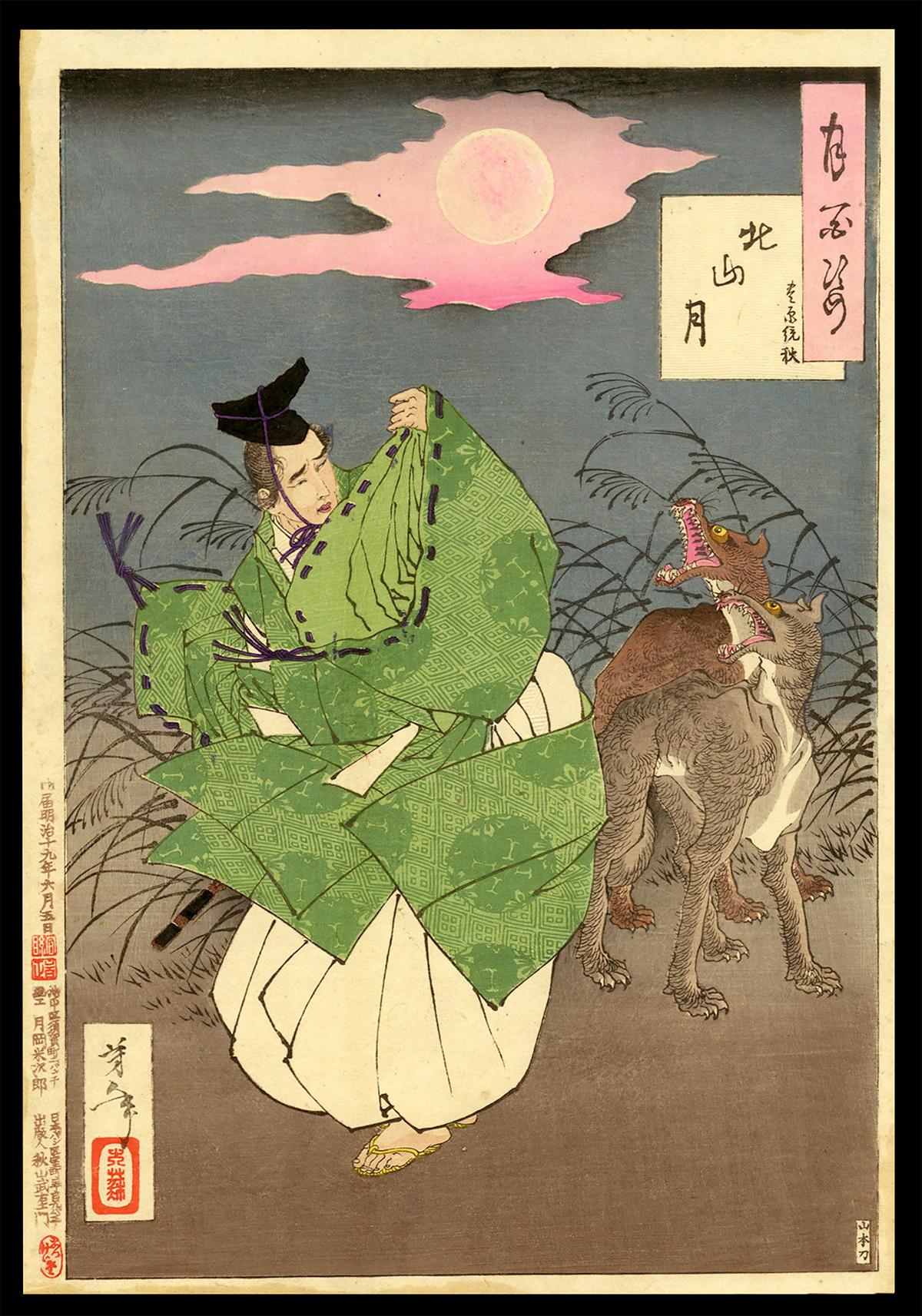
Luna de Kitayama por Yoshitoshi (1886). Los dibujos de lobos fueron tomados de un libro ilustrado por el profesor de Yoshitoshi, Utagawa Kuniyoshi.

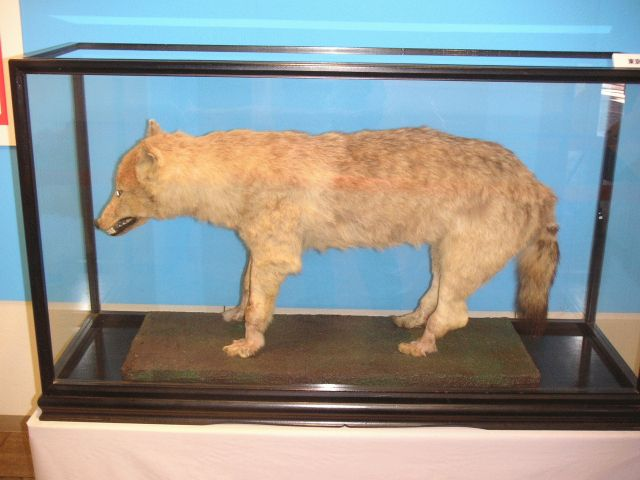
Ejemplar de lobo japonés montado en el Zoólogico de Ueno, Japón (posesión de la Universidad Wakayama)

En las creencias sintoístas, los ōkami ("lobos") se consideran mensajeros de los espíritus kami y también ofrecen protección contra los saqueadores de cosechas tales como los jabalíes y ciervos. Los animales salvajes estaban asociados con el espíritu de la montaña Yama-no-kami. Las montañas japonesas, consideradas como sitios peligrosos y mortales, estaban estrechamente asociadas con el lobo, el cual se creía que era su protector y guardián. Muchos pueblos montañosos, tales como Okamiiwa ("roca de lobo") y Okamitaira ("meseta del lobo") son nombrados por este animal; ya fuera por haber sido avistados en el lugar, o como simple homenaje a los lobos.
Hay un estimado de 20 jinjas sintoístas dedicadas a lobos solo en Honshu. La jinja más conocida nacionalmente se localiza en Mitsumine en la ciudad de Chichibu, en la prefectura de Saitama y hay algunas otras jinjas de lobos más pequeñas en la península de Kii, incluyendo la jinja de Tamaki Shrine y la jinja de Katakati en la ciudad de Totsukawa.
En el folclor japonés, existe la ampliamente registrada creencia sobre los okuriōkami ("lobos escolta") que seguían a los que caminaban solos a través de los bosques por la noche hasta que alcanzaban sus hogares sin hacerles ningún daño. En ocasiones se hacía una ofrenda por esta escolta. Otra creencia era sobre los lobos que criaron a un infante que había sido abandonado en los bosques de la península de Kii, y que más tarde se convertiría en el líder de clan Fujiwara no Hidehira. Otra creencia del área de Kanto en el oriente de Japón era que alimentar a un infante con leche de loba lo podría hacer más fuerte. Algunas leyendas retratan al lobo japonés como una criatura profética. Se dice que la ubicación de un árbol en los montes Tamaki llamado “el ciprés de los aullidos” era el sitio en que los lobos aullaron inmediatamente antes de una inundación en 1889 advirtiendo a los pobladores, y antes del gran terremoto de 1923 a pesar de que los lobos estarían extintos para esa época. Otra creencia era el "aviso del lobo" que se producía cuando un viajero no regresaba a casa, por lo que un lobo se dirigiría al hogar y haría un aullido triste que señalaba su muerte.
Algunos poblados tenían encantamientos de lobos conocidos como shishiyoke que se pensaba protegían sus aldeas y sus cosechas de los cerdos salvajes. Los colmillos, pieles y pelos eran llevados por los viajeros para guardarse de los malos espíritus, y se mantenían cráneos de lobos en algunos altares domésticos para resguardarse de la mala fortuna. En algunos pueblos como los de la prefectura de Gifu, el cráneo del lobo se usaba como encantamiento para protección y también para curar a los aldeanos poseídos. Además de proteger las cosechas, el lobo podría dejar presas para los aldeanos.
El lobo japonés es uno de los conceptos principales en la exitosa película de animé de 2012, Wolf Children, acerca de la vida del último lobo japonés el cual podía volverse un humano, y una esposa humana que crío sus dos hijos híbridos de lobo y humano como madre soltera, tras el asesinato de su esposo. El lobo también juega un rol principal en otros medios populares, como la película de 1997 del Estudio Ghibli La princesa Mononoke, el videojuego de 2006 Ōkami y el programa de 2019 Kamen Rider Zero-One.

## Supuestos avistamientos recientes
A pesar de su estatus, se han producido varios reportes de caninos que se asemejan a Canis lupus hodophilax a lo largo del siglo XX y en el siglo XXI incluyendo un caso de turistas extranjeros. Tres de estos, incluyendo un ejemplar muerto dentro del Castillo Fukui en 1910 y dos avistamientos en Chichibu en 1996 y cerca del Monte Sobo en 2000, involucraron imágenes tomadas de cerca de los animales e investigaciones científicas, y un posible registro sonoro fue hecho en 2018. Estos casos promovieron debates sobre la identidad de estos animales; algunos biólogos afirmaron que habían correspondencias morfológicas de todos ellos con Canis lupus hodophilax más que identificaciones erróneas de ejemplares ferales por ejemplo con el lobo euroasiático para la captura de 1910 o perros Shikoku para los avistamientos de 2000. Para el registro de 1910, los científicos están de acuerdo en que era un Canis y se ha señalado la posibilidad de que fuera un lobo euroasiático que se fugó de un zoológico itinerante cuatro o cinco días antes; sin embargo, un miembro del equipo del zoológico revisó el cuerpo y confirmó que el animal capturado era diferente.
El avistamiento de 1996 se realizó en el Parque Nacional Chichibu Tama Kai; el fotógrafo, Hiroshi Yagi, distinguió a un animal lobuno caminando al lado del camino, y lo fotografió en varias ocasiones; el canino no mostró temor, incluso caminando cerca de él. Varios de los expertos que analizaron las fotografías concedieron que el animal se parecía bastante a un lobo japonés. Otros reportes de animales parecidos a lobos han sido hechos por los residentes de Chichibu. Yagi había escuchado anteriormente de posibles aullidos de lobos japoneses mientras trabajaba en un hospedaje de alpinismo en la década de 1970. Tras el avistamiento de 1996, Yagi comenzó a investigar la potencial supervivencia del lobo japonés, siendo asistido por otras personas con los años. Finalmente, el equipo de Yagi logró instalar cerca de 70 cámaras trampa en las montañas Okuchichibu; en 2018, una cámara registró tomas de un ciervo corriendo, con un sonido de aullido en el fondo. Los análisis del aullido por los especialistas indicaron que es casi idéntico al del lobo oriental (C. l. lycaon).
A pesar de todos los numerosos testimonios documentados en avistamientos o registros de cánidos de aspecto con vocalizaciones similares a lobos, persisten dudas significativas entre los expertos sobre la supuesta continuación de la supervivencia del lobo japonés, ya que este se desplazaba principalmente en pequeñas manadas, mientras que en muchos de los supuestos encuentros han sido de individuos solitarios. Adicionalmente, este animal habitaba bosques caducos compuestos en su mayoría de hayas japonesas, pero cerca del 40% de este hábitat fue talado tras la Segunda Guerra Mundial y fue reemplazado con plantaciones de sugi y hinoki; estos bosques artificiales de coníferas probablemente no podrían mantener la diversidad biológica de la que dependían los lobos japoneses. Es más probable que los lobos japoneses se extinguieran, y solo la evidencia genética podrá confirmar o negar la identidad de los cánidos salvajes japoneses avistados como lobos.